# Dicte (serie televisiva)
Dicte è una serie televisiva danese basata sulla serie di romanzi dell'autrice danese Elsebeth Egholm sul personaggio da cui prende nome il titolo. È stata trasmessa in Danimarca su TV2 Danmark dal 7 gennaio 2013 al 24 ottobre 2016.
Nel Regno Unito la prima stagione è stata trasmessa su More4 nel 2016 come cinque lungometraggi con il titolo Dicte - Crime Reporter, seguito dalla seconda stagione nel 2017. Negli Stati Uniti tutte e tre le stagioni sono disponibili su Netflix da novembre 2016.
In Italia, la serie è andata in onda sul canale Fox Crime dal 25 agosto 2016 al 9 febbraio 2017, senza però trasmettere l'episodio speciale conclusivo. Successivamente la serie è andata in onda, tra il 2018 e il 2020, sulla piattaforma TIMvision.

## Trama
La serie racconta le vicende della giornalista di cronaca nera Dicte Svendsen che torna dopo il divorzio nella sua città natale Aarhus e lì viene coinvolta nelle indagini di casi penali.

## Personaggi e interpreti
- Dicte Svendsen interpretata da Iben Hjejle
- John Wagner interpretato da Lars Brygman
- Anne Skov Larsen interpretata da Lærke Winther Andersen
- Ida Marie interpretata da Lene Maria Christensen
- Bendtsen interpretata da Ditte Ylva Olsen
- Rose Svendsen interpretata da Emilie Kruse
- Bo Skytte interpretato da Dar Salim
- Torsten interpretato da Lars Ranthe
- Peter Boutrup interpretato da Thue Ersted Rasmussen
- Cecilie Høgh interpretata da Brinette Odgaard Sorensen
- Kaiser interpretato da Peter Schrøder
- Kurt Hassing interpretato da Sven Ole Schmidt
- Christian Willadsen interpretato da Ulrik Jeppesen
- Per Simonsen interpretato da Jesper Riefensthal
- Jeppe Vrå interpretato da Rolf Hansen
- Darko interpretato da Simon Krogh Stenspil
- Mirza interpretato da Miro Labovic
- Remza interpretata da Jelena Bundalovic
- Cato Vinding interpretata Mikkel Boe Følsgaard
- My interpretato da Neel Rønholt

## Episodi
| Stagione         | Episodi | Prima TV Danimarca | Prima TV Italia |
| ---------------- | ------- | ------------------ | --------------- |
| Prima stagione   | 10      | 2013               | 2016            |
| Seconda stagione | 10      | 2014               | 2016            |
| Terza stagione   | 10      | 2016               | 2017            |
| Speciale         | 1       | 2016               | inedito         |